# Anthony Barbotti
Anthony Barbotti, né le 8 mars 1988 à Montpellier, est un footballeur français international de football de plage.
Sur herbe comme sur sable, son parcours est très proche de celui de Robin Gasset, ami et coéquipier.

## Biographie

### Enfance, formation et football amateur
Anthony Barbotti commence le football à onze à Castelnau-Le Crès. Après sa formation, il part à Palavas, Lattes puis Vendargues avant de revenir à Castelnau à la fin de la saison 2010-2011.
Il devient entraîneur et préparateur physique du club après avoir obtenu un Master en ingénierie de la Performance et Préparation physique à l'UFR STAPS de Montpellier, son Brevet d’État 1er degré de football et une expérience de professeur d'EPS. Il est aussi titulaire d'un diplôme de préparateur physique. 
Passionné de sport, l'Héraultais décide de se mettre à son compte et crée sa société de coach sportif.[réf. souhaitée]
En 2014, Anthony Barbotti rejoint le Baillargues St-Brès Valergues en tant que footballeur et responsable des pôles pré-formation et formation.  
Pour la saison 2018-2019, Anthony est éducateur bénévole au Gallia Club de Lunel et s'occupe des sections sport-étude en collège et lycée. Il est responsable du football à 11 au GC Lunel de 2017 à 2021. Lors de la saison 2020-2021, Anthony Barbotti est l’entraîneur de l’équipe réserve de la section féminine du Montpellier Hérault Sport Club. L'équipe est supprimée en fin de saison.
Il retrouve le monde amateur pour la saison 2021-2022 en coachant l’équipe de Jacou Clapiers FA en Départemental 2. Il quitte donc son rôle au GC Lunel. 

### Beach soccer

#### Débuts puis premiers titres avec Palavas et Montpellier
Anthony Barbotti pratique le beach soccer depuis son plus jeune âge au cap d'Agde et ne manque jamais la Tournée de Beach Soccer organisée par la Fédération française de football chaque été sur la plage du Grau du Roi. Plus tard, il profite du terrain de beach créé à Montpellier par Laurent Castro, ex-international, avec Robin Gasset coéquipier à l'AS Lattes. Ce terrain est ensuite déplacé à Palavas-les-Flots où, en 2009, l'équipe du CEP Palavas est créée par Christophe Touchat. L'entraîneur, prend Anthony comme attaquant, proposé par Gasset.
En 2010, ils finissent quatrième du championnat de France avant d'accrocher la troisième place l'année suivante. Anthony Barbotti finit meilleur buteur de la phase finale de la compétition. En 2011, Anthony Barbotti devient international français de football de plage.
En 2012, Anthony et le BS Palavas sont champions départementaux, régionaux et vice-champion de France.   
La saison 2013 est identique avec les sacres locaux et la seconde marche au niveau national dans le même club renommé Montpellier Hérault BS. Barbotti participe à onze des treize matchs de la saison et inscrit dix-huit buts. Anthony part aussi jouer en Italie où il dispute deux rencontres avec le VillaFranca qu'il aide à monter en Serie A (six buts).    

#### Fondateur du Grande Motte Pyramide et suprématie nationale (depuis 2014)
En novembre 2014, il crée son propre club avec son ami Karim Ferhaoui, le Grande Motte Pyramide BS, dont il devient président-joueur.[réf. souhaitée]
Dès la première année, le club accède au Championnat de France de beach soccer 2015. L'équipe se hisse jusqu'en finale où Barbotti inscrit un triplé offrant le titre de champion contre le FC Saint-Médard-en-Jalles (6-4).
Le GMPBS remporte le championnat de France de beach soccer lors de quatre de ses cinq premières participations à partir de 2015, terminant troisième en 2017. Le GMPBS devient le club le plus titré du beach soccer en France.

### En équipe de France
Joël Cantona repère Anthony Barbotti lors du championnat de France de football de plage 2010, dont il termine meilleur buteur. Le Tampon Festisable, en mai 2011 à La Réunion, est son baptême en bleu avec Robin Gasset. Il marque dès son premier match. Barbotti inscrit son premier doublé en fin d'année, contre le Brésil, au BSWW Mundialito 2011.
Il est champion de France universitaire en 2012 avec l'Université Montpellier 1 avant d'obtenir la médaille de bronze au Championnat d'Europe à Alméria (Espagne) l'année suivante. 
Au terme de la saison 2013, Barbotti compte douze sélections et sept buts inscrits.  
En février 2019, Anthony Barbotti compte une centaine de sélections.  
En 2022, Barbotti fête sa centième sélection.  

## Palmarès
- Jeux méditerranéens de plage
  -  3e : 2019 avec l'Équipe de France

- Championnat de France (4)
  - Champion : 2015, 2016, 2018 et 2019 (GMPBS)
  - Finaliste : 2012 et 2013 (MHBS)
  - Troisième : 2011 (MHBS) et 2017 (GMPBS)
  - 4e : 2010 (MHBS)

- Championnat du Languedoc-Roussillon/d'Occitanie (6)
  - Champion : 2012, 2013 (MHBS)[10], 2015, 2016, 2017 et 2018 (GMPBS)

- Championnat de l'Hérault (7)
  - Champion : 2012, 2013 (MHBS)[10], 2015, 2016, 2017, 2018 et 2019 (GMPBS)

## Statistiques
- 2014
  - 10 matchs et 15 buts avec les MHBS
  - 9 matchs et 25 buts avec Bienne Hatchets (Suisse)
  - 7 matchs et 3 buts avec l'Équipe de France
- 2013[10]
  - 11 matchs (sur 13) et 18 buts avec Montpellier Hérault Beach Soccer
  - 2 Matchs et 6 buts avec VillaFranca

| Année  | 2011 | 2012 | 2013 | 2014 | 2015 | 2016 | 2017 | 2018 | 2019 | TT |
| ------ | ---- | ---- | ---- | ---- | ---- | ---- | ---- | ---- | ---- | -- |
| Matchs | 12   | 3    |      |      |      |      |      |      |      |    |
| Buts   | 5    | 1    | -    | 7    | 9    | 16   | 12   | 6    | 9    | 65 |